# Wilkołek Grójecki
Wilkołek Grójecki – wieś w Polsce, położona w województwie łódzkim, w powiecie sieradzkim, w gminie Złoczew. Wchodzi w skład sołectwa Kamasze.
| SIMC    | Nazwa       | Rodzaj    |
| ------- | ----------- | --------- |
| 0722555 | Pokarczemna | część wsi |
| 0722561 | Pokowalska  | część wsi |

W latach 1975–1998 miejscowość administracyjnie należała do województwa sieradzkiego.